# Nicolò Erizzo

Stemma Erizzo

Nicolò Erizzo (Venezia, 15 gennaio 1722 – Venezia, 4 febbraio 1806) è stato un politico e diplomatico italiano della tarda Repubblica di Venezia, ambasciatore presso le corti europee e Procuratore di San Marco dal 1767.

## Biografia
Nacque nel 1722 a Venezia dalla famiglia dell'aristocrazia veneziana degli Erizzo, da Caterina Grimani e Nicolò Erizzo detto Andrea, a sua volta politico e ambasciatore, che come da tradizione familiare era solito farsi accompagnare dai suoi figli nelle missioni diplomatiche presso le corti europee.
Completò la propria istruzione a Venezia, dove si sposò nel 1743 con Fontana Zorzi.
La carriera politica di Nicolò ebbe inizio - come tipico dei giovani veneziani di nobile famiglia - come Savio degli Ordini nel 1748. Nel 1752 divenne capitano di Bergamo e in seguito anche vice podestà. Rimase nei possedimenti veneti della Lombardia per due anni, con varie incombenze. Allo scopo di migliorare il traffico commerciale propose il riadattamento della via Priula a spese della Repubblica veneta.
Nel 1756 fu inviato come ambasciatore a Parigi, all'epoca dello scoppio della guerra dei sette anni, succedendo a Giovanni Alvise Mocenigo morto improvvisamente senza avere lasciato consegne; vi rimase fino al 1760, inviando continui rapporti sul conflitto come semplice osservatore.
Dal 1761 al 1765 fu inviato a Vienna presso la corte imperiale; con la fine della guerra nel 1763 riprese la normale attività diplomatica, improntata soprattutto a favorire le trattative commerciali.
Nel 1766 fu inviato a Roma per circa un anno, all'apice della sua carriera diplomatica, dove approfittò della debolezza dello Stato della Chiesa per ampliare le ricchezze della propria famiglia e della Repubblica veneta, acquisendo i beni degli ordini religiosi espulsi da Venezia.
Nel 1767 rientrò in patria, venendo eletto Procuratore di San Marco (carica vitalizia prestigiosa inferiore solo a quella di doge).
Nel trentennio successivo, rifiutati ulteriori incarichi diplomatici internazionali, ricoprì vari incarichi sfruttando al massimo il proprio prestigio e accumulando notevoli ricchezze con investimenti fondiari. Amante del lusso, si fece edificare una villa a Mestre, dove ospitò papa Pio VI nel 1782.
Dal 1784 fu membro dell'Accademia di scienze, lettere ed arti di Padova, cui fece da protettore, e nel 1785 risulta fosse iscritto alla loggia massonica di Rio Marin.
Nel 1789 tentò - senza successo - di farsi eleggere doge, avendo come avversario Ludovico Manin.
Si ritirò dalla vita politica alla caduta della Repubblica di Venezia (1797). Morì nel 1806 nel suo palazzo a San Martino a Venezia.

## Opere
- Terminazione per il buon governo del comune di Chignolo, Bergamo, fratelli Rossi, 1752.